# Corydalidae
Famille
Les Corydalidae sont une famille d'insectes de la sous-classe des ptérygotes, de l'infra-classe des néoptères, du super-ordre des holométaboles (synonyme: Endopterygota) et de l'ordre des Megaloptera. Ils ont des larves aquatiques.

## Taxinomie
La famille se décompose en deux sous-familles
- Chauliodinae
- Corydalinae